# Argomuellera trewioides
Argomuellera trewioides är en törelväxtart som först beskrevs av Henri Ernest Baillon, och fick sitt nu gällande namn av Ferdinand Albin Pax och Käthe Hoffmann. Argomuellera trewioides ingår i släktet Argomuellera och familjen törelväxter.
Artens utbredningsområde är Komorerna. Inga underarter finns listade i Catalogue of Life.